# Gábor von Kazinczy
Gábor von Kazinczy  (* 19. Januar 1889 in Szeged; † 23. Mai 1964 in Motala in Schweden) war ein ungarischer Bauingenieur.

## Leben
Kazinczy stammte aus einer Intellektuellenfamilie, sein Großvater war Ferenc Kazinczy.  Kazinczy beendete sein Bauingenieursstudium 1911 an der TH Budapest, war am staatlichen Materialprüfungslabor und später stellvertretender Leiter der städtischen Bauabteilung von Budapest. 1943 wurde er leitender beratender Ingenieur. 1931 wurde er an der TH Budapest promoviert und 1939 habilitierte er sich. Nach dem Zweiten Weltkrieg ging er mit seiner Familie nach Dänemark ins Exil, wo er 1947 bis zum Ruhestand 1959 bei der schwedischen Gesellschaft Kooperativa Forbundets Arkitektkontor arbeitete und Spezialkonstruktionen entwarf und berechnete (Getreidesilos, Schalen großer Spannweite, vorgespannte aufgehängte Decken u. a.).
Er gilt mit einer Arbeit von 1914 als Begründer des Traglastverfahrens (Grenztragfähigkeitsmethode). Damals wurden Belastungstests für ein Haus durchgeführt, die Kazinczy nicht mehr mit der elastischen Theorie deuten konnte, sondern nur mit plastischer Verformung. Er führte dazu das Konzept der Fließgelenke ein. Die Theorie wurde erst in den 1920er und 1930er Jahren ausgebaut, teilweise noch von Kazinczy beeinflusst (zum Beispiel im Austausch mit Hermann Maier-Leibnitz, der ähnliche Konzepte in seinen Studien über Belastungstests 1928/29 veröffentlichte). 1933 veröffentlichte er Belastungstests von Stahlbetonbalken, auf die er ebenfalls die Traglasttheorie anwandte.

## Schriften
- Versuche mit Balken mit fixierten Enden (ungarisch). In: Betonszemle, Band 2, 1914, S. 68–71, 83–87, 101–104
- Statisch unbestimmte Tragwerke unter Berücksichtigung der Plastizität. In: Stahlbau, Band 4, 1931, Nr. 5, S. 58–59
- Die Weiterentwicklung der Plastizitätslehre. In: Technika, Band 12, 1931, S. 168–172
- Die Plastizität des Eisenbetons. In: Beton- und Stahlbetonbau, Band 32, 1933, S. 74–80
- Kritische Betrachtungen zur Plastizitätstheorie. In: International Association for Bridge and Structural Engineering (Hrsg.), 2nd Congress, Berlin/Munich, 1.–11. October 1936. Final Report, Ernst und Sohn 1938, S. 56–69.